# ウィラメット滝閘門
ウィラメット滝閘門（ウィラメットたきこうもん、英語: Willamette Falls Locks）とは、アメリカ合衆国オレゴン州を流れるウィラメット川にある閘門である。1873年の開通から2011年の閉鎖までの間、ウィラメット川を往来する船舶はウィラメット滝とT・W・サリバン・ダムを越えて航行可能であった。2011年の施設閉鎖以後、閘門は「非稼働状態」と分類されている。2023年より、施設の2026年再開通予定で修理作業が始まっている。
4つの連結した閘門群からなるこの施設は、ポートランド都市圏内のコロンビア川との合流点から40キロメートル (25 mi)上流に位置するウェスト・リンにある（ウィラメット川を挟んだ対岸はオレゴン・シティ）。稼働当時はアメリカ陸軍工兵隊が管理し、プレジャーボートの利用が主であった。通行料は商用・私用に関わらず無料。1974年にアメリカ合衆国国家歴史登録財として登録され、1991年には米国土木学会によってオレゴン州歴史的土木工学ランドマークに指定された。
施設は7つの閘門扉と4か所のコンクリート製閘室からなり、最大揚程は15メートル (50 ft)（潮汐と水位に依存する）で、施設全長は1,087メートル (3,565 ft)、各閘室のサイズが64 m × 12 m (210 ft × 40 ft)である。通行可能な最大船長が23メートル (75 ft)、幅員が11メートル (37 ft) となっていた。。

## 建設までの経緯

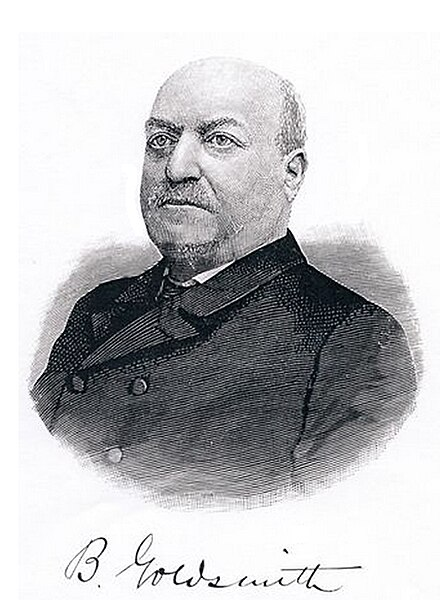
バーナード・ゴールドスミス：ポートランド市長（1861年～1871年）で、ウィラメット滝閘門計画の主要支援者

この閘門と運河は1870年に起工し、1872年に竣工した。建設に先立って、様々な法的、組織的、財政的問題を解決していく必要があった。ウィラメット滝を挟んだ航路整備を目的に、1868年フィラメット・フォールズ・カナル・アンド・ロックス会社が設立された。この会社の法人化に際し、議会で特別法が成立している。この当時、ウィラメット滝を通過する貨物の積替はピープルズ・トランスポーテーション会社 (P.T.Co.) が一手に握っていた。この重要地点を押さえることにより、P.T.Co. はウィラメット川の水運において独占的な地位を占めていた。この閘門は、P.T.Co.による寡占の解消も意図していた。

### カナル・アンド・ロックス会社の法人化
ウィラメット・フォールズ・カナル・アンド・ロックス会社は、1868年9月14日に授権資本金300,000ドルで、クラカマス郡のN・ハウンとサミュエル・L・スティーブンス、そして経験豊富な蒸気船船長エフライム・W・ボーグマンによって起業された。その経営目的は「ウィラメット滝の西側に運河及び適切な船舶用閘門を設置・建設」であった。

### 助成金
1868年10月16日、オレゴン州議会は「ウィラメット滝蒸気船用運河建設資金助成法」“Act to appropriate funds for the construction of a Steamboat Canal at Wallamet Falls” を可決した。この法律では、ウィラメット滝の西側に運河と閘門を建設し、これによりウィラメット川の水運経費を引き下げることが「オレゴン州民にとって極めて重要」と謳っており、会社は運河および閘門の開通日から毎年2万5,000ドルを6年間、総額15万ドルの助成金を得ることとなった。その資金は連邦政府が内政改善 目的でオレゴン州に譲渡した公有地から贖われた。
助成金を受け取るための先行条件として、会社は1871年1月1日までに少なくとも10万ドルを費やして、滝の西側に全長49 m (160 ft)、幅120 m (400 ft)以上の閘門を備えた「機能的な運河を、主に切り石とセメント、鉄を資材として耐久的かつ恒久的に建設」する必要があった。竣工後は州知事が任命した委員会が完成検査を実施し、法が求める基準を満たさなければ助成金を受け取ることができない規定であった。

### 通行料金
会社は開通後の10年間、すべての貨物に対し1トン当たり75セント、乗客一人当たり20セントを上限として料金の徴収が認められた。10年経過後は、貨物1トン当たり50セント、乗客一人当たり10セントへ引き下げられる。また、オレゴン州は開通20年後にその時点の実効価格で施設を購入するオプションを有していた。また、会社は最初の10年間は純利益の10パーセント、それ以降は5パーセントを州へ納入することが義務づけられていた。

### 投資家の公募
1869年初頭、会社は目論見書を公表して投資家の募集を開始した。その中では、施設を利用する貨物を年間6万トン、乗客2万人と見積もっていたが、これは数百パーセントも水増した値であったことが後に判明している。また、資金調達のために東部市場へ代理人を派遣したと記録されている。

### 土地収用
1869年3月、同社の弁護士セプティヌス・ヒューレットが、クラカマス郡巡回裁判所でリン・シティ内の長さ614メートル (2,014 ft)、幅18メートル (60 ft) の帯状の土地に対して土地収用手続きを開始した。1861年の洪水により壊滅した後、リン・シティは1869年までに有名無実の自治体と化していた。

### 法的措置
1868年の州法で定められた助成金は投資家の興味を惹くには低額だったため、資金不足で法定期限までに建設を完了させることが不可能であることがだれの目にも明らかとなった。そのため、新しい法律が1870年に議会を通過した。新法の規定は旧法とそう大きく変わってはいなかったが、助成金を20万ドルに増額し30万ドルの保証債権を供託した上でオレゴン州が発行する金建て債権の形で交付されることとなった。そして、この債権の償還期限は1881年1月1日と定められた。通行料金は初年度から貨物1トン当たり50セント、乗客一人当たり10セントに引き下げられた。肝心の完成期限は1873年1月1日まで繰り下げられた。

### 改正後の会社の動き
1870年12月に年次総会が開催され、ポートランドのバーナード・ゴールドスミスとジョゼフ・ティール、ザ・ダルズのオーランド・ヒューマソンとジャック・K・ケリー、セイラムのジョン・F・ミラー、そしてオレゴン・シティのデイヴィッド・P・トンプソンが取締役に選出された。1871年2月3日、補足定款が提出され、通行料の徴収、水利権と不動産の取引、産業と蒸気船の所有に関し同社の権限が大幅に拡大された。1871年12月8日に開催された総会で、バーナード・ゴールドスミスが社長、ジョン・F・ミラーが副社長、ジョゼフ・ティールが財務、オレゴン・シティ出身のセプティウム・ヒューレットが法務兼専務取締役に任命された。
20万ドルの州債は同額の社債と合わせて、州債は20パーセント、社債は22.5パーセントの割引の上で売却された。収益の31万5500ドルは閘門の建設資金に充てられた。

## 設計
最初の設計案は1869年1月に提出され、運河全長760メートル (2,500 ft)、幅12メートル (40 ft) で、閘室長61メートル (200 ft)の閘門を3か所設置する構成であった。しかしながら、1871年初頭に入札が行われた時の仕様はカルヴィン・ブラウンによる設計に基づいており、長さ49メートル (160 ft)の閘室4基構成で、運河の延長880メートル (2,900 ft)、壁面は木製で閘門は石造りに変わっていた。
総監督として、アイザック・W・スミスが建設開始前の1871年2月に就任すると
、木製だった壁面を石造りに変更し、すべての閘室の長さを64メートル (210 ft)に延長した上で、第4閘門から370メートル (1,200 ft) 離れた位置に防御閘門と呼ばれる5つ目の閘門を設置するよう提案し、契約はこの案に基づいて締結された。
しかし、この新しい基本計画に基づいてごく短区間の工事を進めたところ、建設業者は期限までに完成させることができなかった。1871年12月に、スミスは取締役会の席で、工事現場の近郊で入手可能な石材の量とコストを誤って見積もったため石壁を完成期限の1873年1月1日までに完成できないと報告した。
1872年5月31日までにスミスは擁壁の設計を見直し、木材を鉄骨にしっかりとボルト止めし石材によって荷重する方式に変更した。当時はこの変更に対し、建設費を7万5,000ドルから10万ドル程度圧縮できたと利点が強調されたものの、州の定めた建設基準に準拠していないとの批判を受けた。

## 建設費
閘門の建設費については各所から様々な声明が出されている。1893年、州議会が設置した閘門購入検討委員会は、建設費として30万ドルから32万5000ドルが支出されたと結論付けた。1899年にアメリカ陸軍工兵隊が行った調査では、会社の設立者の一人から閘門建設の総費用は33万9000ドルで、そのうち3万5000ドルが通行権取得に、2万ドルが「政治的な追加費用」として支出され、正味の建設費は28万4000ドルだったとの証言を得ている。

## 建設

### 入札

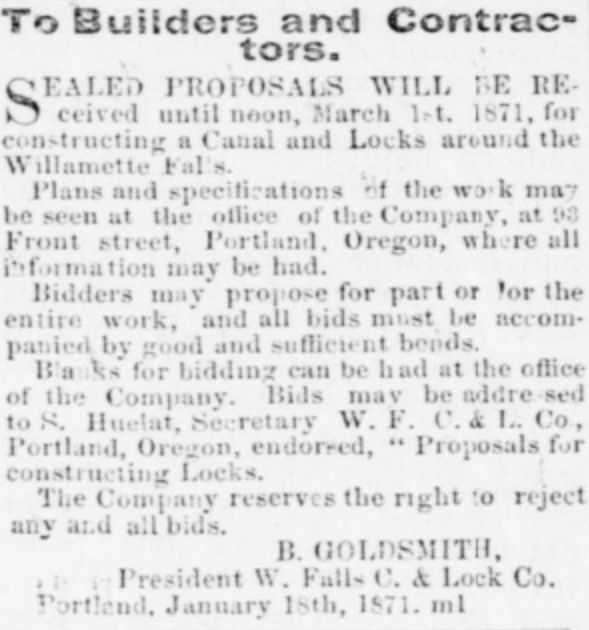
閘門と運河建設に関する入札の募集広告。1871年1月20日。

1871年1月18日、会社はポートランド市フロント通り93番地の本社において、総合建築業者に対し1871年5月1日正午を期限とする指名競争入札公告を行った。その結果、施工業者としてアイザック・W・スミスが総監督、E・G・ティルトンが主任技師、ティルトンの助手として閘門扉の建設と木材および鉄材に係る工事の監督にJ・A・レソールドが就任し、メイジャー・キングがプロジェクトの事務をつかさどることとなった。サンフランシスコ出身の技師および建築家のA・H・ジョダスも業者として参加し、工事の監督を担うこととなった。
完工予定は1872年12月1日だった。施工業者は工期の維持に関して高額な保証金が課せられていた。業者に対する月次払いは、工事に帯同する監査技師の見積もりに基づき、保証金の20パーセントを差し引いたうえで支出されていた。1872年10月の時点で、総工費は45万ドルと見積もられ、完成までに5万ドルを必要としていた。

### 発破
岩盤に装薬するための穿孔作業には、当時最新式のセヴァランス＆ホルト社製蒸気駆動ダイヤモンドドリルが使用され、必要に応じて施工地点へ移動できるよう小型の台車に搭載されていた。これまでの設計のように岩盤を砕くのではなく、直径およそ5センチメートル (2 in) の環状に穿孔し、中に残った芯の部分を水冷鉄管を通して排出する仕組みだった。1日当たり20～30個の穴がくり抜かれ、ドリルの掘削速度は時速13 - 18センチメートル (5 - 7 in) だった。砕石は石組みに使用する予定だったため、岩を砕きすぎないよう発破は注意深く行う必要があった。
工事現場の上流側には、仮設ダムが必要になると想定されていた。1871年9月の時点で、現場では2基の蒸気式デリックが運用され、鍛冶職人が2店舗から雇用されていた。沿線の工場が水を引き込めるよう、運河の東側の擁壁にゲートを設置することとなっていた。

### 資金の浪費
1871年11月、施工業者の一人であったジョーダンが、2万8000ドルの未償還債権と6000ドルの未払い賃金を放置したまま失踪した。会社は債権者に対して立替に同意し、ジョーダンの仕事をアイザック・W・スミスが引継いで、天候が許す限り作業を急がせて州が定めた完成期限に間に合わせるため、更なる労働者を雇い入れた。

### 労働力
この工事には300～500名の人員が携わっていた。工期の大半において、およそ100名が夜間も就労していた。1871年9月の時点で業者は人足や石工の確保に苦労しており、当時雇用していたのは100名ほどだったが、更に100～150名の求人を行っていた。報告書には「工事現場は健全」であり、人足の日当は2ドルで、石工にはそれ以上が支払われていたと記載されていた。
石工と石切り職人の日当は5～6ドル、大工は3ドル～3ドル50セント、人足は2ドル～2ドル50セント市は割られていた。一月の人件費は5万ドルだった。1872年7月27日発行の『モーニング・オレゴニアン』誌は「リン・シティの閘門建設現場では60名の中国人が雇われている」と報じた。この事業が成功裏に進んでいるのは「労働者の立場を斟酌し誠意をもって扱い、公平かつ迅速に給与を支払ったこと」であると謳っている。さらに「すべての労働者に対して給与の遅配は一切なかった」とも伝えられた。

### 掘削
工事によって生じた掘削ズリは、岩塊が37,160立方メートル (48,603 cu yd)、瓦礫が1,020立方メートル (1,334 cu yd)、土砂が1,268立方メートル (1,659 cu yd) であった。設置された石材は、1等級が688立方メートル (900 cu yd)、2等級が3,382立方メートル (4,423 cu yd)、3等級が535立方メートル (700 cu yd) である。防御閘門の北に峡谷があり、15,000立方メートル (20,000 cu yd)、4万トンの砕石で埋め尽くされた。
基礎壁と防舷材を除いて、防御閘門の手前までが347 linealメートル (1,138 linealft) の石組と318 m (1,042 ft) の木造壁、防御閘門以降に 363 m (1,192 ft) の木造壁を築き上げた。
発破用にジャイアント・パウダー社製ダイナマイト8,200キログラム (18,000ポンド) と黒色火薬4,500キログラム (10,000ポンド)が使用された。他の建設用資材としてはセメントが2,324キログラム (5,123 lb)、木材が3,130立方メートル (1,326,000ボードフィート)、閘門扉用鉄材が82.0 トン (180,700 ポンド)、運河用通路や防舷材、機材固定などで使用するボルト用鉄材が32 トン (71,000 ポンド) であった。

## 竣工と開通式

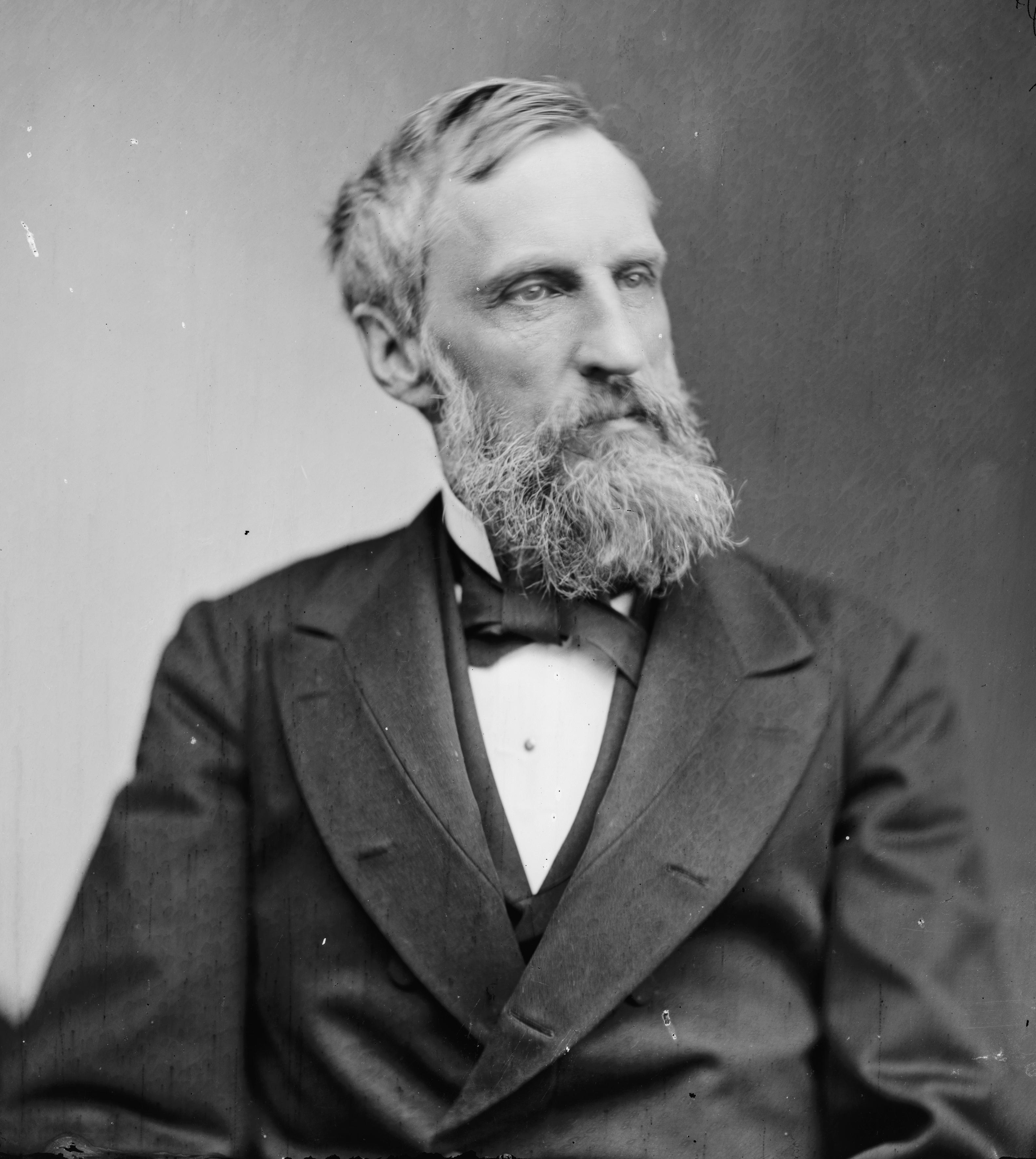
1873年1月1日の開通式において祝辞を述べたラ・ファイエット・グローヴァー州知事

1872年12月16日に、業者から船舶が通行可能な状態に仕上がったと報告があったが、会社は蒸気船を通す前に平底船で試験を行う方針だった。1872年12月25日に蒸気船の通行試験が行われたが、閘門扉が適切に動作せず、修理のため数日を要することとなった。
州知事ラ・ファイエット・グローヴァーは、法に基づいて閘門の検査を実施するため、前知事のジョン・ホワイティーカー、ジョージ・R・ヘルム、ロイド・ブルックを委員として任命した。完成検査は1872年12月28日に実施された。
ウィラメット滝閘門の供用開始は1873年1月1日だった。最初に閘門を通過したのは小型の蒸気船マリア・ワトキンズ号で、当初は11時の予定だったが到着が遅れ、第1閘門に入ったのは12時17分だった。大勢の見物客が歓声を上げ、それに応えてワトキンズ号は汽笛を3声鳴らした。
各閘門が船を3.0メートル (10 ft) 持ち上げていき、最後にワトキンズ号が閘門を抜けて上流側に出ると、船上のグローヴァー州知事は同乗していた会社の役員バーナード・“ベン”・ゴールドスミス社長とティール大佐、アイザック・W・スミスに対しに対し祝辞を述べた。これに対し周囲から口々に歓声が湧きあがった。ジョゼフ・ケロッグ船長の操るワトキンズ号には上記の4名に加え、ポートランド市長フィリップ・ワッサーマンや検査委員などの要人や数名の新聞記者に招待客などが搭乗していた。その中で女性は一人だけだった。船が閘門を通り抜けるのに1時間45分かかった。戻りの際には1時間で通過した。実際に運用する際には30分まで短縮できると見積もられていた。
開通から数年後の1878年、ウィラメット・ファーマー誌は会社に対するグローヴァー前知事の支援について批判する社説を掲載した（その記事はオレゴン・シティ・エンタープライズ誌にも載った）。その記事では前知事のことを「愚かな老人」、「吐き捨てられた唾さえ舐めるおべっか使い」、そしてオレゴン・スチーム・ナヴィゲーション社の「手先で道具」の長と誹謗した。批判の俎上に載せられた同社は、1878年までに代表者が閘門の支配権を獲得していた。

### 1873年時点の寸法

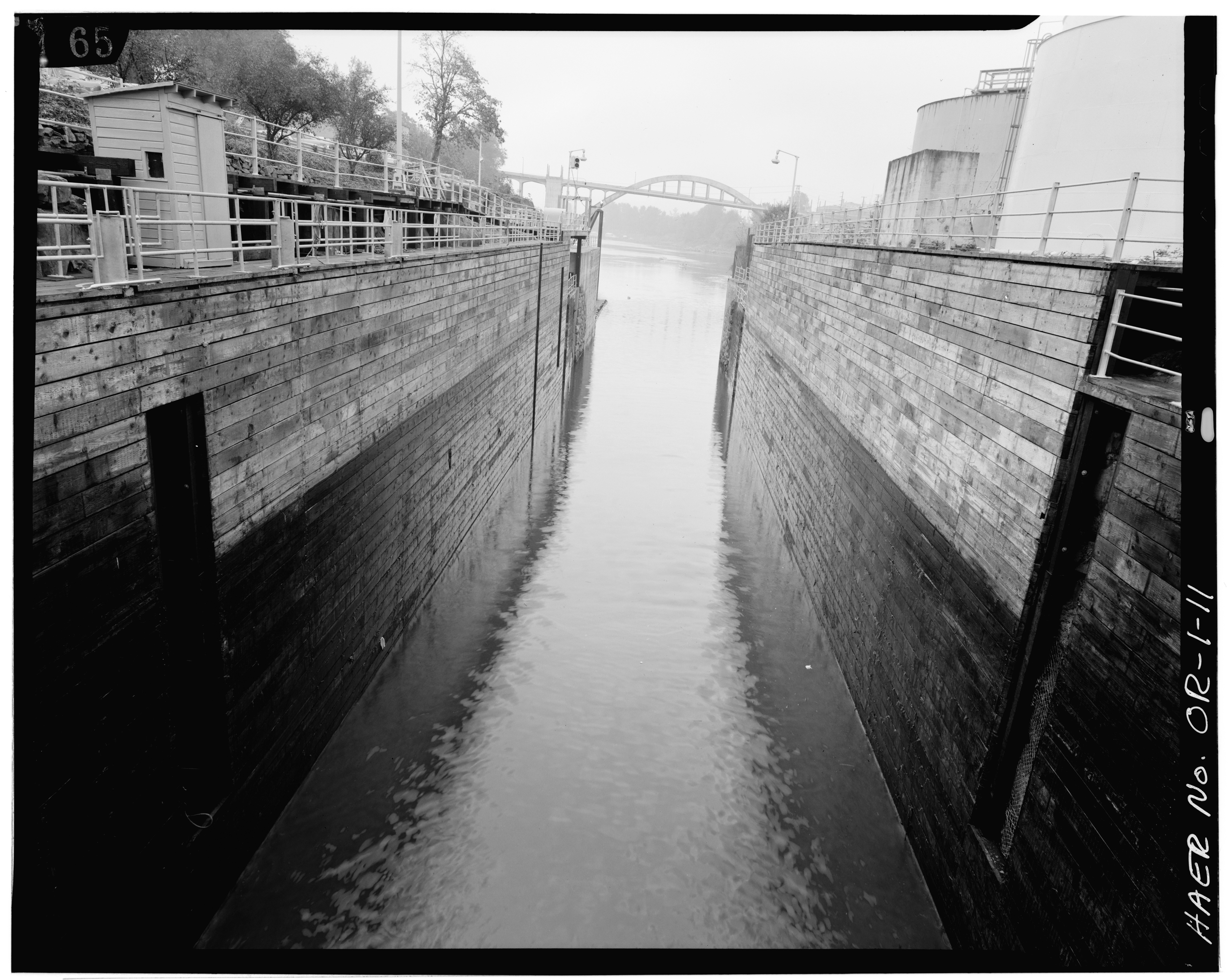
1980年に修理が行われた第1閘門から見た北側の眺め

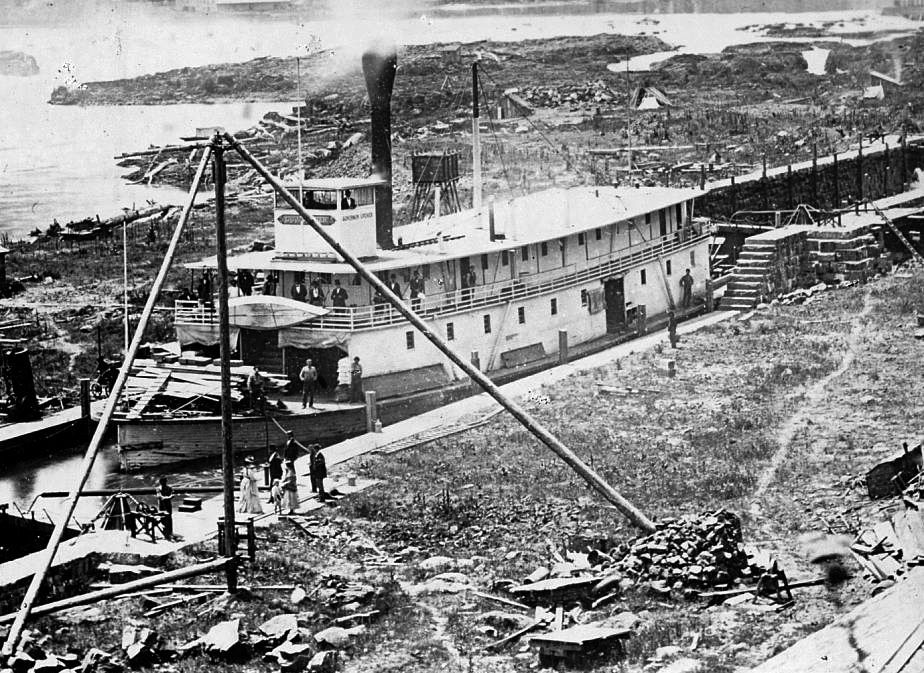
1873年に第3閘門通過中とみられる蒸気船ガヴァナー・グローヴァー号。画面からは閘門の東側の壁、閘室の石積み、擁壁の上に突き出ている木製の防舷材を見取ることができる。

完成時点で、閘門と付属運河の全長は1,097 m (3,600 ft) で、南北に延びていた（北側が下流）：
- 運河の入り口から第1閘門（北閘門）までの延長は61 m (200 ft)で、幅は15 m (50 ft)[32]
- 4基の閘門はそれぞれ長さ64 m (210 ft)、幅12 m (40 ft)
- 第4閘門から防御閘門までの運河は長さ388 m (1,273 ft)、幅18 m (60 ft)～30 m (100 ft)
- 防御閘門は長さ 64 m (210 ft)、幅12 m (40 ft)
- 防御閘門以南の運河と船着き場は、長さ328 m (1,077 ft)、幅24 m (80 ft)～76 m (250 ft)[28]

### 閘門の設計
ウィラメット滝閘門で採用されたのは連続閘門で、下流側の閘門扉が次の閘門の上流側扉を兼用する形式である。閘室の高さは5.8 m (19 ft) で、上部1.5 m (5 ft) が外側に25センチメートル毎メートル (3 in/ft) の勾配で傾斜していた。擁壁の基礎は硬い岩盤で構成されている。防御閘門は他の閘門と同様の設計だが、高さが4.9 m (16 ft)と異なっている。
昇降用の閘門は北の下流側から第1～第4まで番号が付されている。第1及び第2閘門は他と異なり岩盤を切り抜いて建設されているが、戸袋と扉室区画には石組が築かれている。戸袋の区画の重さは2トンである。
第1閘門および第2閘門の側壁を構成する自然岩には、船舶の舷側が直接ぶつからないよう木製の防舷材がボルド止めされていた。第3閘門も同様に岩盤を掘り抜いているが、側壁は上部が地表面を越えていた。ここでも厚み7.6センチメートル (3 in)の板で裏打ちされた防舷材が岩にボルト止めされていた。第4閘門の側壁は、ほぼすべてが地表面より上に築かれ、表面には石組が施されていた。
4基の閘門の揚程はそれぞれ3 m (10 ft) で、総計12 m (40 ft)であった。この高低差を稼ぐため、下流側の第1閘門では硬い玄武岩を12 m (40 ft)掘り下げる必要があった。
西側の側壁のうち213 m (700 ft) は、基盤岩の上に設けられた石壁の上に木材を用いて築かれた。石壁は最上部で幅が2.4 m (8 ft) あり、その高さは0.9 m (3 ft) ～4.6 m (15 ft) で、25センチメートル毎メートル (3 in/ft) の傾斜が設けられていた。西側の残りの区間は自然岩を切り抜いて造られた。
防御閘門は、増水した河水が運河の擁壁から越流することを防ぐために設けれらた。スミスの書いた1873年の報告によると、運河の水位が0.9 m (3 ft)未満の場合は閘門扉が開放され船足を不必要に鈍らせないように運用されていた。防御閘門の上流側の東壁は木造で、1.5 m (5 ft) 間隔でベントを設け、各ベントは基盤岩に3本の鉄棒でボルト止めされ、木壁と基盤岩の間は瓦礫で埋められた

### 閘門扉の設計
閘門扉はモノンガヒラ川の閘門のものを流用して設計された。扉室に設置された鉄製の留め金に懸架された軸を中心に開閉し、ローラーやレール上を動く形式ではないため、クランクを回すことで一人でも容易に開閉可能であった。扉ごとにその低部付近に8か所の蓋つき開口部があり、その寸法は1.2 by 0.6メートル (4 by 2 ft) だった。この開口部の蓋を連結棒を操作して開閉することで閘室の水位を調整しており、蓋の開閉には2名が必要だった。門扉の下には開閉の邪魔となる泥土を排出するための暗渠が設けられていた。扉の寸法は長さ7 m (22 ft)、高さ6 m (20 ft) だった。門扉を支える壁は厚さ4.9 m (16 ft) の控え壁で補強されていた。
扉室の石組は現地の玄武岩を用いたが、戸袋部分はクラカマス川沿いのベイカー氏所有の砕石場から運ばれた組成の異なる玄武岩が用いられた。石組を構成するブロックの重さは1～2トンで、目地材としては消石灰を含まない水硬性セメントが用いられた。
完成時、閘室の最大水深は0.9 m (3 ft) だった。当時の新聞によると、閘門の上流側の水位は平常時で2.1メートル (7 ft)、渇水期は1.4メートル (4.5 ft) であった。当時の河船が安全に航行するにはこれで充分であった。
防御閘門を船舶が通過できる最大水位は4.6 m (15 ft) だった。防御閘門は横木を積み上げることで、水位が5.3 m (17.5 ft) までは対応できるよう設計されていたが、年に数回は川の水位がこれを越え、閘門を閉鎖する必要があった。

## 1873年から1915年までの運営
建設された石組は半永久的、木工部分は8年～10年程度は持つと考えられていた。開通後も4か月～5か月は追加工事が必要とされた。
その後、閘門の修理にかかる年間経費は600ドルを越えないと試算された。人件費は閘門管理者が月125ドル、その補佐2名の月給が50ドルと計上された。閘門の支援者の中には、水運と鉄道が競合することでで集う貨物運賃に一定の枷がはめられると考える者もいた。

## 新会社の設立
1875年12月28日、ウィリアム・ストロングおよび W・H・エフィンガー、フランク・T・ドッジは、ウィラメット・トランスポーテーション・アンド・ロック会社 (WTLC) を1株当たり100ドル、資本金100万ドルで設立し、ウィラメット・フォールズ・カナル・アンド・ロック会社とほぼ同様の事業目的を掲げた。1876年3月8日にクラカマス郡で登記された証書に基づき、ウィラメット・フォールズ・カナル・アンド・ロック会社は、閘門と運河を含むすべての資産を50万ドルで WTLC に売却したCITEREFOCE18760317。
1877年1月8日、著名な実業家であるジョン・C・エインズワース、シメオン・G・リード、ロバート・R・トンプソン、バーナード・ゴールドスミスの4名が、WTLC の権限を強化する補足提案を提出した。1877年5月5日の時点で、シメオン・G・リードが新会社の副社長の席にあり、閘門の所有に加えウィラメット川で蒸気船を所有・運営していたCITEREFECG1877。 エインズワースとリード、トンプソンの3名は大手企業のオレゴン・スチーム・ナヴィゲーション社 (OSN) との間に密接な関係があった。1895年の資料には、1876年の売却劇は OSN がシナリオを書いたうえで行われたと謳っている。
さらに1880年の時点で、OSN はオレゴン・レイルウェイ・アンド・ナビゲーション社 (OR&N) の傘下に落ちていた。

## 閘門委員会と通行料金の徴収
1876年及び1882年に成立したオレゴン州法により、州知事および総務長官、財務長官からなり、現地に立ち入りし運河の維持管理を監査する権限を有する運河委員会が設立された。緊急時を除き、運河の修理と改良には委員会の承認を必要とした。運河を通行する船舶は、積載貨物のトン数と乗客の員数の報告が義務付けられた。また、WTLC は四半期ごとに委員会へ運用状況を報告する必要があった。
最初に閘門管理者に就任したのは、ジョン・“ジャック”・チェンバーズ (1841年–1929年) だった。チェンバーズは閘門の建設中に重労働である石材作業に従事していた。彼は50年にわたり閘門管理に従事し、ウィラメット川の蒸気船船長全員と知己を得た。当初の閘門通行料は、法定最高額の貨物1トン当たり50セント、乗客一人当たり10セントであった。
州法の規定で、通行料収入のうち10パーセントを納付する必要があったが、1983年までに納付されたのは1873年分の435ドルに過ぎなかった。それ以後については、通行料収入で純益が生じなかったことを理由に納付が行われなかった。
1905年11月23日、オレゴン州は司法長官 A・M・クロフォードおよび地方検事ジョン・マニングの名のもと、ポートランド・ゼネラル・エレクトリック社 (PGE) に対し、1873年以降の通行料収入の10パーセントの納付を求める訴訟をオレゴン州巡回裁判所に提訴した。
1906年11月17日、マルトノマ郡巡回裁判所のアーサー・L・フレーザー判事 （1860年～1907年）は、州法が通行料収入からの納付義務を課しているのはウィラメット・フォールズ・アンド・ロックス社のみであり、その後継企業に対しては適応されない旨、判決を下した。判事は判決理由として、州法において納付企業として同社を明記しており、後継企業や請負者に関する規定が存在しないこと、また条文上は徴収の対象が閘門の通行料に限定されていた訳ではなかったためであった。
1907年時点で、通行料金の徴収は OR&N（サザン・パシフィック鉄道）のオレゴンシティ駅職員によって行われていた
。徴収にかかわる職員の給与のうち半額を OR&N が、残り半分を PGE が支出していた。
1906年、オレゴン州オールバニでオープン・リバー協会が結成され、ウィラメット滝閘門の公有化を求めて運動を始めた。協会とその考えに同調する人々は、閘門の公有化後に通行料金の無料化を望んでいた。

## 資金調達・水利権・企業再編
1887年1月1日、ウィラメット・トランスポーテーション・アンド・ロック社は、ニューヨークの実業家で OR&N 社長であったイライジャ・スミスに対し、42万ドルの抵当債券を発行した。この債券は運河と閘門に対するリーエンとして機能し、1893年まで未払いのままに置かれた。1889年、同社はウィラメット・パルプ・アンド・ペーパー社とクラウン・ペーパー社に対し、運河沿いの用地と工業用水としての水利権を与えた。船舶の航行を妨げないよう、運河の水位を保つために新たな水路が建設された。
ポートランド・ゼネラル・エレクトリック社の創業は1892年8月8日で、P・F・モリーとフレデリック・V・ホルマン、チャールズ・H・コーフィールドの3名が、資本金425万ドルを用立てて行われた。同社の主な事業目的は、ウィラメット滝閘門の所有・運営およびウィラメット滝が有する水力の合法的利活用であった。同社の専務取締役となったコーフィールドは、WTLC においても同職を務めた前歴があった。1892年8月24日、WTLC は運河と閘門を含むすべての不動産を、名目上の対価で売却した。
オレゴン州は、閘門と運河をその完成から20年後の1893年に購入するオプションを有していたが、行使されることはなかった。1887年から1892年までの6年間における平均通行料純益は、年額およそ1万5750ドルだった。完成以後の閘門の運営費用は45万ドルと試算されており、2700ドルの人件費と1000ドルの修理費を差し引くと、その利益率は2.75パーセント以下だった。。
1908年の時点で、PGE の株式は、ポートランド・レイルウェイ・ライト・アンド・パワー社が所有していた。

## 1890年の洪水被害

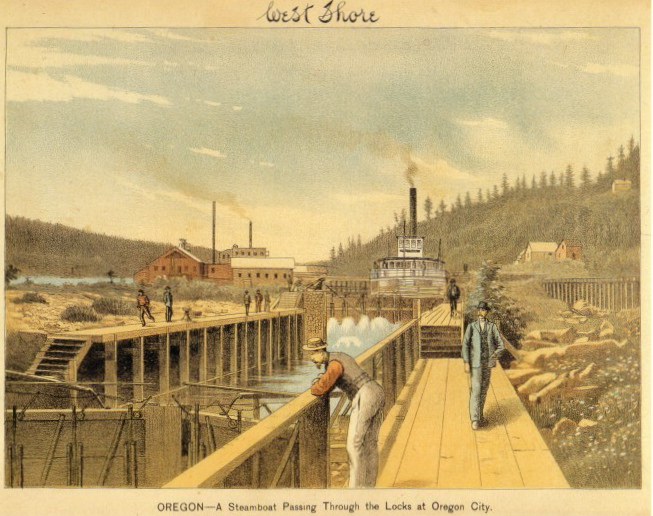
1890年に撮影され、当時の文芸雑誌『ウェスト・ショア』に掲載されたウィラメット滝閘門と運河の情景。運河の右側に工場が立ち並んでいる。

1890年に発生した洪水により、閘門は深刻なダメージを負った。運河は濁流が運び込んだ瓦礫であふれた。2基の閘門扉が破壊され、閘門管理者ジャック・チェンバーズの家屋も被害を受けた。1893年に追加工事が行われることとなり、その費用は13万5000ドルから15万ドルと算定された。
運河内の396 m (1,300 ft)に渡り幅24 m (80 ft)に拡幅し、老朽化した木造隔壁の石組みへの置き換えが計画された。運河の拡幅により、蒸気船のすれ違いが可能となることで通過する船舶の時間効率が上がり、さらに貯水量が増えることにより、運河の水位の維持と工業用水の供給に余裕が生じた。
これに加え、1万6000ドルをかけて、下部の閘門の水深を深くし、川の水位が下がった場合でも、大型の蒸気船の安全な航行を担保することも盛り込まれた。

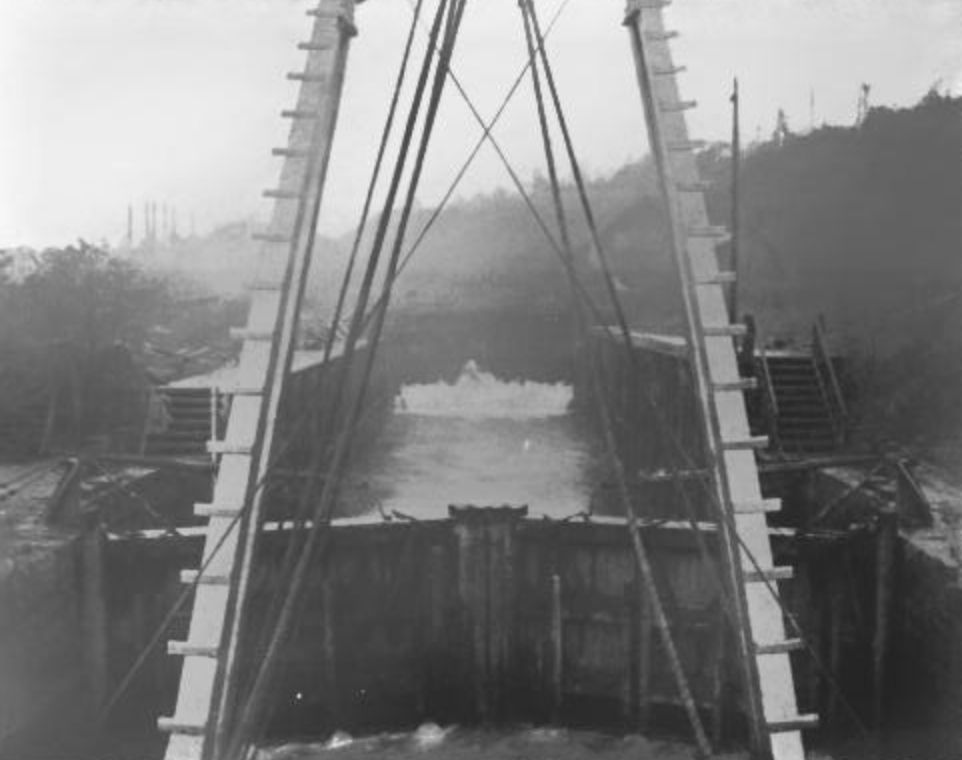
1899年4月10日、閘門扉から水漏れが生じている第2閘門。扉の開口部の蓋は閉じているが、損傷が激しく水漏れが起きている。この写真はおそらく州政府所有のスナッグ・ボート上から撮影されており、画面にデリックが写りこんでいる。

## 連邦政府による買収
1899年3月3日、米軍工兵隊により閘門の調査が行われ、その結果をもとに連邦政府が閘門を買収すべきか検討が行われた。1899年の時点で、木製の閘門は腐朽し漏水がひどく、この地域の風雨にさらされる屋外の木造部位は8，9年毎に交換が必要であり、閘門のような湿度の高い場所ではより頻度を上げる必要があるにもかかわらず、1873年以後、交換は1度しか行われていなかった。

### 工兵隊による調査
1899年の時点で、閘門を1873年の開通時と同様のコンディションまで復旧するには3万8800ドルが必要と算定された。1899年時点の計画全体の再調達価格は31万4300ドルと見積もられた。事業の純利益と復旧工事にかかる費用見積りをもとに、別の方式を用いて工兵隊が算出した閘門と運河の時価総額は42万1000ドルであった。
この1899年の報告書は、適正価格であれば閘門の購入を推奨する評価を下していた（この時点で、イライジャ・スミスに対する抵当債券は償還済みであった）。しかし、この時点で会社側が提示した買取価格は120万ドルで、連邦政府が許容できるものではなかった。1899年時点において、施設は劣悪な状態にあり、改修もほとんど行われていなかった。また、運河の水が工業用として大量に分水されたため、閘門の運用に支障をきたす状態となっていた。
1882年から1899年上半期にかけて、12,863.5回の閘門利用があり、乗客234,451.5名、貨物504,145.04トンが通過した。また、1894年から1898年までの五年間で、閘門の年間純益は1896年の21,210.13ドルから1898年の28,503.10ドルまで変動した。

### 買収に至る経緯
1902年に連邦議会で河川港湾法が通過し、閘門と運河の政府買収に係る調査が認可された。その前年におけるPGEの閘門通行料からの純益は3万5000ドルであった。1902年11月21日、シアトルのジョン・ミリス少佐およびポートランドの W/C・ラングフィット大尉、サンフランシスコの R・P・ジョンソン中尉から成る工兵隊の調査隊が、閘門の内覧を行った。
買収において主となる問題は、水利権であった。西岸に立ち並ぶ工場群は、運河の水を動力源としていた。その使用量は膨大で、川の水位が低下すると工場生産と閘門運営の両立が困難な状態に至っていた。連邦政府の買収は、閘門の利用が可能なだけの水量が確保できることが前提であった。もう一つの問題点は、閘門の所有者である PGE が、1902年においても、売却価格を1899年当時の120万ドルからの値下げを拒否していることであった。
PGE は自社が滝周辺のウィラメット川両岸の地所を所有しているため、滝を流下する水の水利権すべてを保持していると主張した。当時は左岸側の既存の閘門を買収するのではなく、右岸側に新しい運河を建設することも検討されていた。
これに対し会社側は、新たな運河を建設した場合も連邦政府は水利権を収用し買収する必要があると主張を行った。しかし、オレゴン州のジョン・ホール連邦判事は、川の通常の高水位線よりも下であれば、政府が新たな閘門の建設に係る法的権限を有する旨、司法長官に意見書を提出した。
1907年、オレゴン州議会は連邦政府のウィラメット滝閘門の買収を支援するため、30万ドルの拠出を行う法案を可決した。しかし、1906年にフレイザー判事の下した判決が、1908年のオレゴン州最高裁判所への上訴の結果、棄却された。
1909年5月31日、閘門扉の交換工事中に、元の扉を支えていた支保工が壊れて扉が倒れ、3名が負傷した。一人は足を骨折し、もう一人は重い打撲傷、3人目は足に裂傷を負った。
1911年、運河と閘門は30万ドルの資産価値があると評価され、固定資産税5,587.50ドルが課された。これに対し所有者のポートランド・レイルウェイ・ライト・アンド・パワー社は、遅延はあったものの納付を済ませた。

### 買収完了

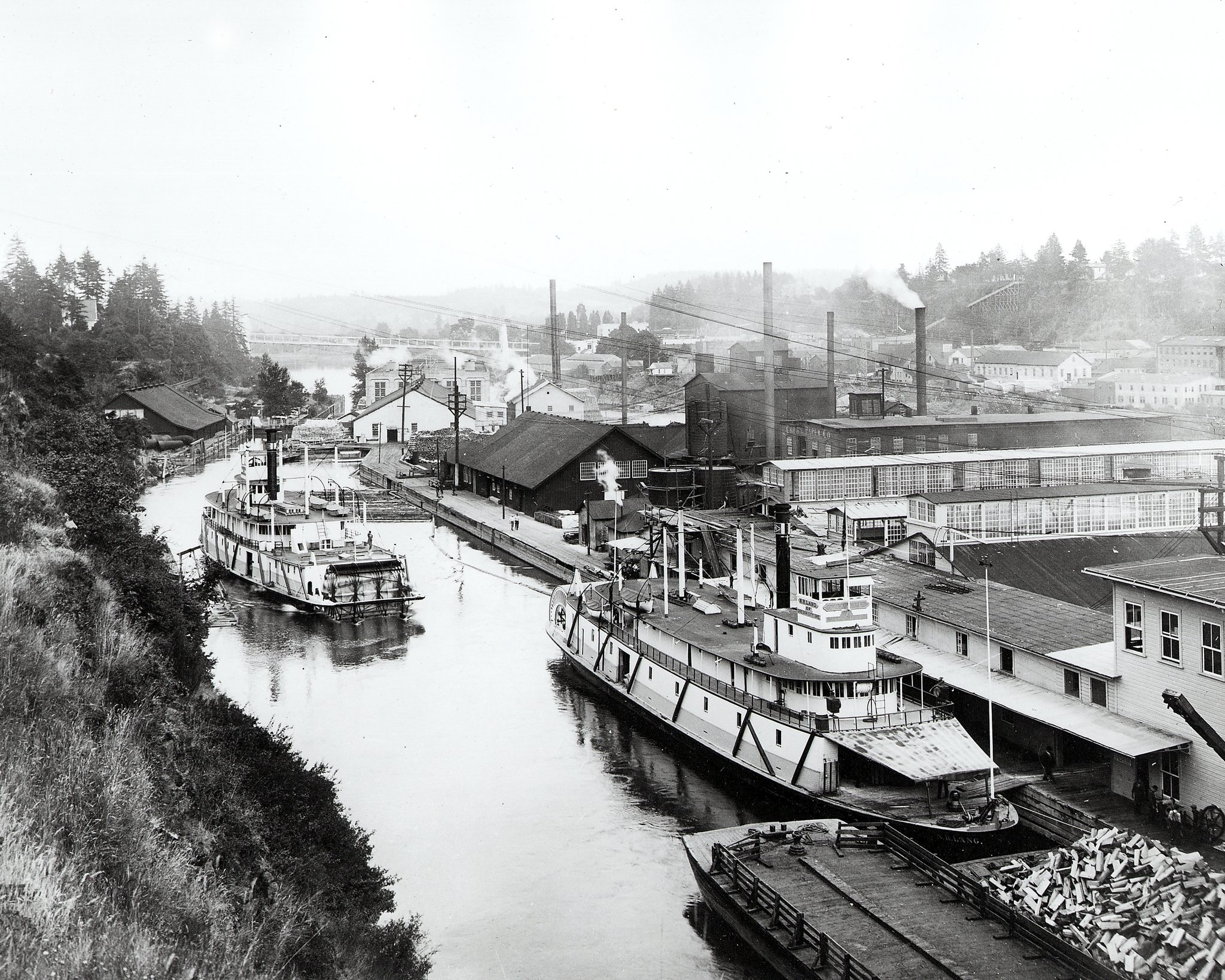
上流側から見たウィラメット滝閘門と運河の様子。遠方にオレゴン・シティ吊橋を望む。右側に蒸気船『N・R・ラング』号が見える。1900年以降、運河の東側に大規模な工場群が立ち並んだ。

1912年、陸軍省はポートランド・レイルウェイ・ライト・アンド・パワー社から閘門の買収を承認した。買取価格は37万5000ドルだった。しかし、施設の移管は1915年までかかった。
遅延の理由は、同社の土地所有権を明確にするとともに、売却に付随した様々な条件の詳細を詰める必要があったためである。所有権の問題は、かつて滝の西側にあったリン・シティが1862年の洪水で壊滅した際、登記簿等の記録もすべて失われていたことに起因したものであった。会社側は時効取得を主張したが、政府側は不十分とみなしリンシティーの土地区画図に基づく証拠を求めた。
1912年8月に至っても、リン・シティの地図の捜索は継続していた。工兵隊の調査員は元住人から洪水を免れた地図の存在を聞き取ったが、結局発見には結びつかなかった。更なる調査のため、オレゴン歴史協会のジョージ・H・ハイムズへ助言を求めることも行われた。
連邦政府への移管の直前においても、閘門付近の工場は運河から直接取水しており、その水流が閘門を通過する船舶の障害となっていた。政府はこれを除去するため、買収条件の一つとして工場のある東岸側に壁を設け、取水用水路を建設することを要求した。これにより、運河沿いの工場用水は運河の入口より上流からの取水が可能となった。
1915年4月、壁の建設費用は12万5000ドルから15万ドルと見積もられ、当時閘門施設で予定されていた工事の中でも最高額となった。連邦政府が実施を予定していた工事には、閘門扉の修理と閘門前後の浚渫、そして下流側の階壁を下げ、新たな閘門扉の建設が挙げられていた。

## 1916年～1917年の改修

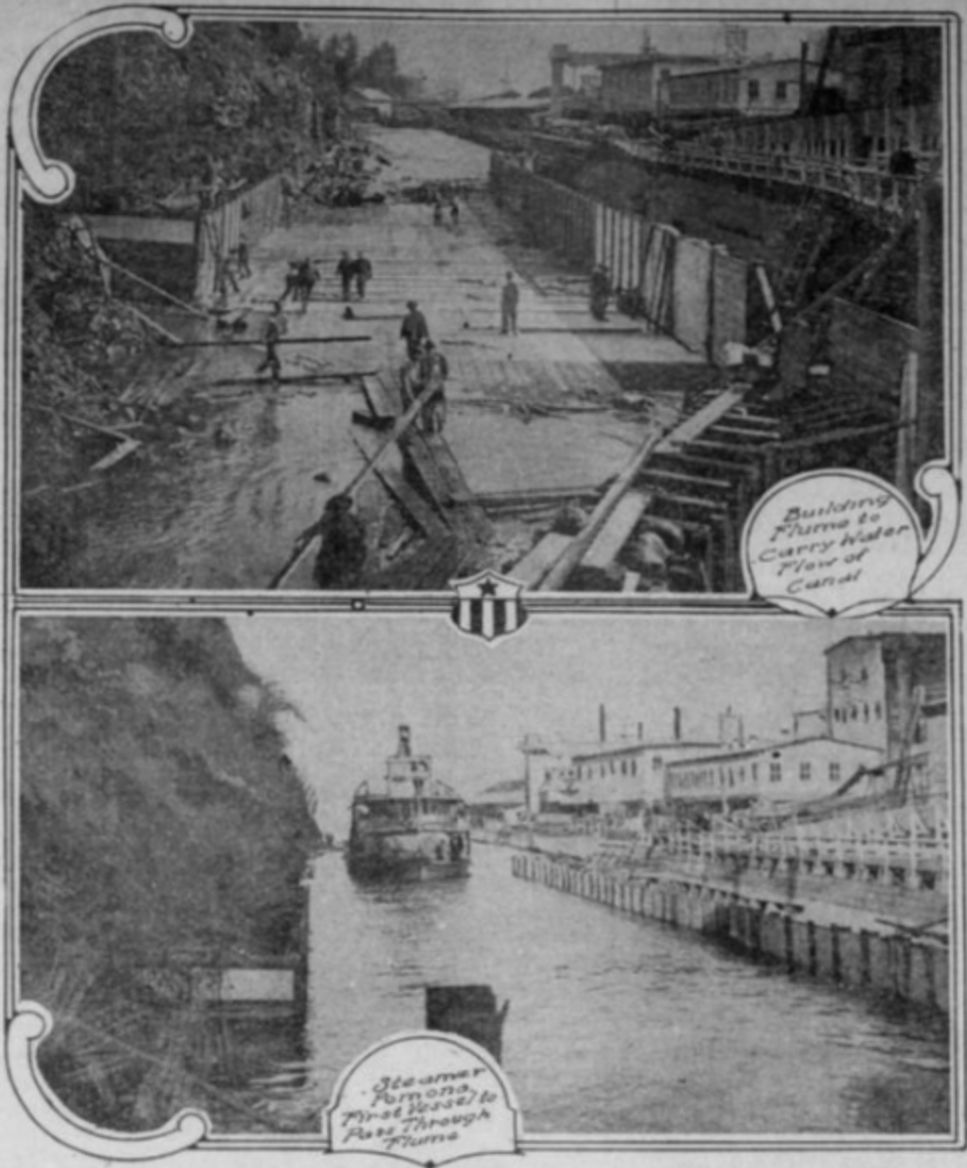
1917年4月、工事中の先発空化を可能にする仮設木造水路の建設（上）。10日後に仮設水路を始めて通過する外輪蒸気船ポノマ号（下）

閘門の改修が、陸軍工兵隊のH・C・ジュエット少佐と第2管区の技師補佐E・B・トムソンの監督のもとで行われた。壁の建設は1916年4月に起工した。1916年9月までに、運河から工業用水路を分離する全長約305メートル (1,000 ft)の壁が、囲い堰を用いて建設された。防御閘門の下流側61メートル (200 ft)ほどが、まだ完成していなかった。改修工事中も閘門を通行可能にすべく、陸軍工兵隊は木製の仮設水路を建設した。水深が深かったため、囲い堰の費用が予算を圧迫した。
仮設水路は幅13メートル (42 ft)、水深1.8メートル (6 ft)として設計された。水路の内側には油をしみこませたキャンバス生地を貼って防水とした。水路には水と通過する船舶の重量がかかるため、しっかりとした補強が行われた。運河の工事でコンクリートを打設するため、水路の底と両側面にはある程度の空間が設けられた。
壁は1917年9月1日に完成した。その全長は390メートル (1,280 ft)で、防御閘門から第4閘門までが仕切られた。壁の高さは場所によって15メートル (50 ft)を越えていた。壁の建設費用は15万ドルと見積もられていたが、実際にはかなり少ない費用で済んでいる。
下流側の閘門の閘室を深くしたり、コンクリートの基礎の設置などの改修工事に、連邦議会は8万ドルの予算を割り当てていた。しかし、運河の壁が完成した段階で、閘門を利用する船主が航行の妨げを嫌って工事の続行に反対した。その代りに、1917年に上流側で収穫された農産物を下流へ搬送できるよう、工事を1918年夏まで延期するよう要請した。現地の工兵隊はすでに労働者が確保されており、また連邦議会が戦争に対応するため予算の配分を変更する可能性があったため、続行を望んだ。

## 近年の修理と閉鎖
必要な検査や修理を行う資金が不足したため、2008年1月に閘門は閉鎖となった。2009年4月、連邦政府の経済刺激策の一環として、閘門の検査と修理に180万ドルが割り当てられ、2009年10月にはさらに90万ドルが追加された。閘門は2010年1月に再開され、ウィラメット・クィーン号が最初に通過した。閘門は2010年の夏まで運用されていたが、算不足のため2011年以降の再開は予定になかった。
2011年12月、閘門扉の支えの劣化のた閘門は再び閉鎖された。劣化の状態がひどく、このまま運用を継続すると公衆に安全上のリスクが生じる懸念から、陸軍工兵隊は閘門を「非稼働状態」に分類した。閘門の通過交通量は少なく、修理予算の優先順位が低いため、閘門の閉鎖は恒久的になると予想された。しかし、利益団体の一部が工兵隊に対し、少なくとも期間を区切って閘門を再開するよう要請し、クラカマス郡の政務委員会も2014年12月に支持を表明した。
2023年、陸軍工兵隊のポートランド支隊は閘門の修理契約を締結した。工事は2023年10月に始まり、閘門の修理に加え耐震化の強化が目論まれた。工事の完工予定は2026年で、その後は11名の役員から成るウィラメット滝閘門管理局へ引き渡される。この工事は最終的に好悪門の再開と、ウィラメット川における船舶輸送の確立への道を開くものとなる。

## 国家歴史登録材
ウィラメット滝閘門は1974年にアメリカ合衆国国家歴史登録財へ登録された2003。

### 書籍
- Corning, Howard McKinley (1956). Dictionary of Oregon History. Binford & Mort（英語版）
- Willamette Landings: Ghost Towns of the River (2nd ed.). Portland, OR: Oregon Historical Society. (1973). ISBN 0875950426
- Stern-wheelers up Columbia: A Century of Steamboating in the Oregon Country. Lincoln NE: University of Nebraska. (1947). ISBN 0-8032-5874-7. LCCN 77-7161
- Wright, E.W., ed (1895). Lewis & Dryden's Marine history of the Pacific Northwest. Portland, OR: Lewis and Dryden Printing Co.. LCCN 28-1147
- Oregon City. Arcadia Publishing. (2006). ISBN 1439634327

### 報告物
- United States Congress (26 February 1908). Preliminary Report of the Inland Waterways Commission (Report). Vol. 5250. Washington, DC: U.S. Government Printing Office.
- Cross, Harvey E. (1893). “Report of the Special Committee Appointed to Consider a Plan for the Acquisition of the Locks on the Willamette River at Oregon City”. Journal of the Senate. Salem, OR: State of Oregon, Legislative Assembly, Seventeenth Regular Session
- Smith, Isaac W. (1873 June 28, 1873). “Report of the Engineer of the Willamette Falls Canal & Lock Co.”. Willamette Farmer (Salem, OR) V (19):  p.3, col.4. June 28, 1873
- Cross, Harvey E. (1893). “Report of the Special Committee Appointed to Consider a Plan for the Acquisition of the Locks on the Willamette River at Oregon City”. Journal of the Senate. Salem, OR: State of Oregon, Legislative Assembly, Seventeenth Regular Session. pp. 660–672
- United States Army, Chief of Engineers (1922). Willamette River at Willamette Falls. Washington DC. p. 1907
- The Secretary of War (19 December 1899). "Examination and Survey of Canal and Locks at Willamette Falls, Willamette River, Oregon". United States Congressional Serial Set (Report). Vol. 3974. Washington, DC: Government Printing Office.

### 判例
- Ives v. Smith, 4 Railway and Corp. L. J. 584, 585 (N.Y. Sup. December 4, 1888).
- Oregon v. Portland General Electric, 52 Or. 502 (Sup.Ct. November 17, 1908).
- Oregon v. Portland General Electric, 52 Or. 502 (Sup.Ct. November 17, 1908).

### ニュース
- “Locks On Willamette Will Open Monday”. Statesman Journal（英語版）. (2003年5月14日)
- “Progress in Oregon”. Oregon City Enterprise:  p.1, col.3. (1873年1月31日)
- Idaho State Historical Society (1922年). “Captain Ephraim W. Baughman”. Biennial Report of the Board of Trustees (Boise, ID) 8
- Huelat, Septimus (1869年1月16日). “Articles of incorporation ... Wallamet Falls Canal and Locks Company”. The Weekly Enterprise (Oregon City, OR: Ireland, DeWitt Clinton (1836–1913)) 3 (10). January 16, 1869
- Oregon Legislative Assembly, 5th Biennial Session (1868 December 26, 1868). “An Act to appropriate funds for the construction of a Steamboat Canal at Wallamet Falls”. The Weekly Enterprise (Oregon City, OR: Ireland, DeWitt Clinton (1836–1913)) 3 (7):  p.3, col.6. December 26, 1868
- Huelat, Septimus, secretary (1869年1月16日). “Circular of the Wallamet Falls Canal and Locks Company, of Clackamas County, Oregon”. The Weekly Enterprise (Oregon City, OR: Ireland, DeWitt Clinton (1836–1913)) 3 (10):  p.3, cols.4 & 5. January 16, 1869
- Salem, OR (1869年2月6日). “Letter from Oregon: Ship Canal at Wallamet Falls”. Sacramento Daily Union 36 (5574):  p.1, col.4. February 6, 1869
- “New Advertisements”. The Weekly Enterprise (Oregon City, OR):  p.2, col.7. (1869年3月27日)
- Whiteaker, John (1873年1月1日). “Willamette Canal and Locks: Report of the Commissioners to Examine and Accept the works On Behalf of the State.”. Oregon City Enterprise (Noltner, Anthony A. (1838–1907)) 7 (11):  p.2, col.4. January 10, 1873
- “Secretary Earhart's Reports … The Willamette falls canal and lock bonds …”. Willamette Farmer (Salem, OR: Willamette Farmer Publishing Co.) XII (31):  p.5, col.4. (1880年9月17日)
- “Canal and Lock Co.”. Weekly Enterprise (Oregon City, OR):  p.2, col.3. (1870年12月16日)
- “Locking Wallamet Falls”. Morning Oregonian (Portland, OR: Henry L. Pittock（英語版）) VIII (322):  p.3, col.1. (1869年1月5日)
- Smith, Isaac W. (1872 May 31, 1872). “Canal and Locks — Engineer's Statement”. Oregon City Enterprise (Noltner, Anthony A. (1838–1907)) 6 (11):  p.2, col.7. May 31, 1872
- “Will the Canal and Locks be a Swindle?”. Willamette Farmer (Salem, OR: A.L. Stinson) IV (12):  p.4, col.1. (1872年5月11日)
- “To Builders and Contractors ... Sealed proposals will be received until noon, March 1, 1871 ...”. The Weekly Enterprise (Oregon City, OR: Noltner, Anthony A. (1838–1907)) 5 (11):  p.2, col.6. (1871年1月18日). January 20, 1871
- “The Willamette Canal and Locks”. The Weekly Enterprise (Oregon City, OR: Noltner, Anthony A. (1838–1907)) 5 (43):  p.2, col.1. (1871年9月1日)
- “Disappeared. One of the contractors, Mr. Jordan, of the work to construct the locks ...”. Oregon City Enterprise (Noltner, Anthony A. (1838–1907)) 6 (2):  p.3, col.1. (1871年11月17日)
- “Oregon”. Morning Oregonian (Portland, OR: Pittock, Henry L.):  p. 2. (1872年7月27日)
- Smith, Isaac W. (1873 June 28, 1873). “Report of the Engineer of the Willamette Falls Canal & Lock Co.”. Willamette Farmer (Salem, OR) V (19):  p.3, cols.4 & 5. June 28, 1873
- “Completed. From good authority we hear that the work on the canal and locks ...”. Willamette Farmer (Salem, OR) IV (43):  p.1, col.4. (1872年12月14日)
- “The Locks and Canal. The Bulletin of Dec. 25th says it was expected that a steamer would pass ...”. Willamette Farmer (Salem, OR) IV (45):  p.8, col.2. (1872年12月28日)
- “Accepted — Gov. Grover appointed ... commissioners to examine the locks ...”. Oregon City Enterprise (Noltner, Anthony A. (1838–1907)) 7 (10):  p.3, col.1. (1873年1月3日)
- “The Locks Completed: The First Boat Passed Through”. Oregon City Enterprise (Noltner, Anthony A. (1838–1907)) 7 (10):  p.3, col.2. (1873年1月3日)
- “The Locks Commissioners ... we met with members of the Board of Canals and Locks ...”. Oregon City Enterprise (Dement, Frank S.) XII (42):  p.2, col.2. (1878年8月8日)
- “The Willamette Transportation And Locks Company have incorporated …”. Oregon City Enterprise (Dement, Frank S.) 10 (11):  p.4, col.1. (1876年1月7日)
- “Real Estate Transfers … Willamette Falls Canal and Locks Company to …”. Oregon City Enterprise (Dement, Frank S.) 10 (21):  p.3, col.1. (1876年3月17日)
- “City and County: Willamette Freights”. Eugene City Guard（英語版） (Buys, George J.) (496):  p.3, col.1. (1877年5月5日)
- “Veteran Oregon City Lock Tender Dies: John Chambers Well Known to Navigators of Willamette”. Sunday Oregonian (Portland, OR) XLVIII (32):  p.14, col.4. (1929年8月11日)
- “State asks Share: Sues Portland General Electric Company: Claims it is Entitled to Ten Per Cent of the Profits on Tolls”. Oregon City Enterprise 28 (52):  p.1, col.5. (1905年11月24日)
- “The Fight for an Open Willamette River”. Daily Capital Journal (Salem, OR: Hofer, E., Col.) XIX (127):  p.2, col.1. (1909年6月17日)
- “Says State Cannot Get Percentage: Judge Frazer Holds that Oregon Can't Collect Part of Profits of Oregon City Locks”. Oregon Daily Journal（英語版） (Portland, OR: Jackson, Charles Samuel（英語版）) V (220):  p. 1. (1906年11月17日)
- “Two Uses of Water: Manufacturing and Navigation at the Falls: No Conflict Between Them: Engineers to Examine With View to Government Acquisition of Canal and Locks at Oregon City — Would Make River Free”. Sunday Oregonian (Portland, OR):  Part Two, Page 10. (1902年8月3日)
- “View Canal Locks: United States Engineers Visit Oregon City”. Morning Oregonian (Portland, OR) XLII (13,088):  p.10, col.1. (1902年11月22日)
- “An End of Tolls: National Government May Buy Locks”. Morning Oregonian (Portland, OR):  p.14, col.1. (1904年10月24日)
- “Oregon Notifies Taft: Copy of Willamette River Appropriation Bill Sent to Washington”. East Oregonian (Pendleton, OR) 20 (6,108):  p.2, col.3. (1907年10月25日)
- “Three Hurt at Oregon City”. Morning Oregonian (Portland, OR) XLIX (15,135):  p.5 col.3. (1909年6月1日)
- “Power Company Is Hit: Oversight in Assessment is No Relief in Tax Duty”. Morning Oregonian (Portland, OR) LI (15,769):  p.5, col.3. (1911年6月11日)
- “Lock Deed Awaited: Papers for Oregon City Project Some Place in Mail: Futile Search is Made: Closing of Transaction Delayed Until Documents Arrive — Transportation Company Has New Tariffs Ready”. Morning Oregonian (Portland, OR) XXXIV (17):  p. 6. (1915年4月25日)
- “Locks' Purchase May be Held Up”. Morning Oregonian (Portland, OR) XXXI (29):  p.8, col.1. (1912年7月21日)
- “Linn City Record Lacking: Sale of Locks Still Hangs on Recovery of Town Survey”. Morning Oregonian (Portland, OR) LII (16,127):  p. 16. (1912年8月1日)
- “False Channel Idea: Wooden Flume to Carry Commerce at Oregon City”. Morning Oregonian (Portland, OR) VLI (17,413):  p.14, col.3. (1916年9月13日)
- “Big Wall Finished: Oregon City Locks Project of Concrete, 1280 feet long: Other Work May Wait”. Morning Oregonian (Portland, OR) LVII (17,715):  p.16, col.3. (1917年9月1日)
- The Sunday Oregonian (Metro Northwest Section). (2008年1月13日)
- Molly Young (2011年4月25日). “Willamette Falls Locks will remain closed to public boaters for the rest of the year”. OregonLive.com 2018年7月12日閲覧。
- Dungca, Nicole (2009年10月28日). “Second chance for Willamette Falls Locks, an Oregon treasure”. OregonLive 2009年10月29日閲覧。
- Miner, Colin (2010年1月28日). “Passengers welcome for trip through Willamette Falls locks”. OregonLive 2010年1月28日閲覧。
- “Locks at Willamette Falls out of commission”. Statesman Journal (Salem, Oregon). (2011年12月2日) 2011年12月2日閲覧。
- “Endangered Willamette Falls Locks deserve a task force: Editorial”. OregonLive. (2014年12月21日) 2015年1月12日閲覧。

### プレス・リリース
- "News Release 97–127" (Press release). U.S. Army Corps of Engineers. 29 December 1997. 2009年1月16日時点のオリジナルよりアーカイブ。2007年6月10日閲覧。

### ウェブサイト
- Bartholomew, Holly (2023年10月2日). “Repairs to begin at Willamette Falls Locks this month” (英語). BizTrib.com. 2023年10月4日閲覧。
- “Lock Fest 2011 Canceled”.   Willamette Falls Heritage Foundation (2011年4月12日). 2011年4月14日閲覧。
- “Corps of Engineers to begin two-year safety, seismic repair project at Willamette Falls Lo” (英語). Portland District. 2023年10月4日閲覧。